# راي باري (لاعب كرة قدم)
راي باري (بالإنجليزية: Ray Parry)‏ هو لاعب كرة قدم بريطاني في مركز مهاجم ‏، ولد في 19 يناير 1936 في دربي في المملكة المتحدة، وتوفي في 23 مايو 2003. شارك مع منتخب إنجلترا لكرة القدم. أما مع النوادي، فقد لعب مع بولتون واندررز ونادي بلاكبول ونادي بوري.

## وصلات خارجية
- راي باري على موقع قاعدة بيانات كرة القدم.إي يو (الإنجليزية)
- راي باري على موقع ناشيونال فوتبول تيمز (الإنجليزية)